# جبل قريبيصة
جبل قْرِيبِيصَة جبل يقع بشمال غربي الجمهورية التونسية بولاية جندوبة، شمال غربي مدينة جندوبة ووادي مليز. يبلغ ارتفاعه 877 متر عن مستوى سطح البحر.